# Козьова
Козьова́ — село Стрийського району Львівської області. Козьова міститься в межах Карпатських Бескидів на межі Національного парку «Сколівські Бескиди».

## Назва
У 1989 р. селу Козеве було повернено історичну назву.

## Географія
Через село проходить автомобільна траса міжнародного значення М06 E50. Через село протікає р. Орява, яка впадає у р. Опір (Дністровського басейну).
На північно-східній стороні від села потік Кропивна впадає у річку Оряву.

## Історія

### Легенда про заснування і назву
Вважається, що дата заснування села 1538 рік. Так у збірнику «Легенди та перекази про оселі» автор фольклорного циклу «Писана криниця» Василь Сокіл подає переказ про заснування села Козьова. Згідно з цим переказом при першій навалі татар на Карпатський край в горах ховались люди від татар. Але щоб вижити, вони ходили на полювання. Та одного разу далеко відійшли від своєї схованки, та заблукали. Вийшовши на одну гору, вони побачили багато диких кіз. Тому зраділи ці люди, так як кози дозволять їм тут довго проживати та забезпечать м'ясом. Тому дали назву горі — Козій. Пізніше в долині річки Орява люди почали орати, сіяти та вирощувати хліб. З часом розбудували хати та поселились тут люди надовго. Пізніше село назвали Козів, а сьогодні це село називається Козьова.
За грамотою 1431 року польського короля Владіслава Ягайло ці землі були надані графу Ванчалуху за лицарські подвиги на Поділлі. Його нащадки заснували на засадах волоського права на своїх приватних землях села Жупаня, Козьова та інш., збудували церкву і облаштували цвинтар. Тут, на границях володінь, Драго-Саси давали відсіч могутньому литовському роду Радзивілів, які намагались захопити ці землі, впровадити католицизм, тобто польську віру, мову і урядування.

## Населення
Згідно з переписом УРСР 1989 року чисельність наявного населення села становила 887 осіб, з яких 412 чоловіків та 475 жінок.
За переписом населення України 2001 року в селі мешкала 941 особа. За даними українського вченого І.Смутка в Козьовій компактно проживає галузка стародавнього шляхетського роду Турецьких, які походять від старшого сина графа Ванчі Волоха — Ходка, що отримали землі на Турківщині в 1431 році з прізвищем Івашкович.

### Мова
Розподіл населення за рідною мовою за даними перепису 2001 року:
| Мова       | Відсоток |
| ---------- | -------- |
| українська | 99,48 %  |
| молдовська | 0,21 %   |
| російська  | 0,21 %   |
| угорська   | 0,10 %   |

## Освіта
В Козьові розташована школа-ліцей від Львівського Національного Університету — відповідно і рівень знань випускників є дуже високим. 

## Інфраструктура
В селі міститься нафтоперекачувальна станція від магістрального нафтопроводу «Дружба». Керівництво і профком станції всіляко допомагає селу та школі (зокрема профінансувавши ремонт шкільного спортзалу).

## Туризм
Оточене з усіх сторін горами, село милує людське око своєї красою: зелений-зелений ліс ближче до зими набирає кольорів широкої гамми (від світло-жовтого до темно-коричневого); варта уваги і річка Орява, яка влітку стає місцем паломництва тутешньої дітвори.
Також варто зазначити, що неподалік Козьови розташовані багато пунктів «зимового відпочинку».

## Найкращі люди
Любомир Головко, Остап Гуменчук 